# Hypometalla scintillans
Hypometalla scintillans är en fjärilsart som beskrevs av W. Warren 1906. Hypometalla scintillans ingår i släktet Hypometalla och familjen mätare. Inga underarter finns listade i Catalogue of Life.